# Alja Brglez
Alja Brglez, slovenska političarka, strokovnjakinja za odnose z javnostmi, zgodovinarka in publicistka, * 19. avgust 1965, Ljubljana. Ima znanstveni doktorat iz historične antropologije, magisterij iz zgodovine in magisterij iz poslovnega upravljanja (MBA). Je raziskovalna sodelavka Fakultete AMEU Alma mater Europaea in ECM Evropski center Maribor ter nekdanja dolgoletna direktorica in znanstvena sodelavka ICK - Inštituta za civilizacijo in kulturo in Fakultete ISH Institutum studiorum humanitatis. V času, ko je vodila Inštitut ICK, ji je Svetovni gospodarski forum WEF leta 2003 podelil naslov "Global Leader for Tomorrow", leta 2005 pa še "Young Global Leader”.
Je članica ECFR - European Council of Foreign Relations. Je predsednica Komisije za trajnost v sportu pri OKS, bila je ambasadorka Evropskega ženskega rokometnega prvenstva 2022 v Sloveniji.
Bila je vodja Kabineta predsednika republike Boruta Pahorja v obeh mandatih (2012-2022). Zdaj je svetovalka direktorja in članica sveta zavoda Prijatelji Zahodnega Balkana / Friends of Western Balkans, ki ga je leta 2023 ustanovil Borut Pahor.
S predsednikom Pahorjem sodeluje od leta 2012, ko jo je povabil v štab za volitve predsednika republike - ko je bil Borut Pahor 2. 12. 2012 izvoljen in je nato 23. 12. 2012 prisegel kot predsednik republike, je postala vodja njegovega kabineta. To je ostala tudi po vnovični zmagi predsednika Pahorja na predsedniških volitvah 12. 11. 2017. V tem času je dve leti opravljala tudi delo svetovalca/svetovalke predsednika republike za mednarodne odnose (junij 2017 - avgust 2019). Kot vodja kabineta je vodila in usmerjala vsa področja delovanja predsednika republike, samostojno pa je delovala zlasti na naslednjih vsebinah: narodna pomiritev in sprava, posveti pri predsedniku republike (v prvem mandatu posveti Slovenija 2030), podnebna prihodnost. Bila je pobudnica ustanovitve in sekretarka Stalnega posvetovalnega odbora za podnebno politiko pri Predsedniku Republike in sekretarka Komisije za državna odlikovanja pri Predsedniku Republike ter podpredsednica Koordinacijskega odbora za državne proslave in prireditve.
V srednji šoli se je ukvarjala s športom in kot pripravnica delala na Radiu Študent (1981/1982). V času študija je bila 1988-1990 članica predsedstva UK ZSMS. To je bil čas silovitih družbenih sprememb na poti v osamosvojitev Slovenije, Alja Brglez se je ob predsedniku UK ZSMS Gorazdu Drevenšku vključila v delo junija 1988 ustanovljenega Odbora za varstvo človekovih pravic, se v juliju 1988 kot delegatka UK ZSMS udeležila volitev za predsednika RK ZSMS, na katerih je Jožef Školč dobil več glasov kot tedaj zaprti Janez Janša, sodelovala pri organizaciji obeh zborovanj na Kongresnem trgu, prvega v juniju 1988 in drugega, najodmevnejšega, 8.5.1989, na katerem je pesnik Tone Pavček prebral Majniŝko deklaracijo. V UK ZSMS je bila zadolžena za področje medijev in kulture in je v začetku leta 1989 (s finančnimi sredstvi) podprla ustanovitev revije Demokracija, ki je nato 21. 4. 1989 začela izhajati kot priloga Gorenjskega glasa.
Od marca 1999 do januarja 2003 je bila direktorica Urada vlade RS za informiranje in v tem času leto dni vodja kabineta predsednika vlade dr. Janeza Drnovška. V letu 2002 je vlada RS na njeno pobudo ustanovila Svet Republike Slovenije za promocijo in je postala njegova predsednica, v njem so bili Jure Apih, Mitja Meršol, Janez Pergar, Dimitrij Rupel idr. V letih 1999-2003 je bila predsednica Nacionalnega sveta za EXPO.
Ko je bil dr. Janez Drnovšek izvoljen za predsednika republike in je decembra 2002 na mesto predsednika vlade brez volitev stopil mag. Anton Rop, je vlada Aljo Brglez nemudoma odstavila z mesta direktorice Urada za informiranje. Zaposlila se je na ICK Inštitutu za civilizacijo in kulturo, najprej kot raziskovalka in nato kot direktorica, predsednik Drnovšek pa je z njo sodeloval še naprej, leta 2004 je na njegovo povabilo npr. sodelovala na Posvetu o prihodnosti - Razvoj demokracije, in sicer s prispevkom Država in državljani ob koncu tranzicije.
Leta 2004 je bila nosilka liste stranke Slovenija je naša na prvih volitvah v Evropski parlament.
Njen nastop je bil opažen, saj je s preferenčnimi glasovi dosegla osmi najboljši posamični rezultat in zbrala več volilnih glasov kot vse druge ženske kandidatke, lista SJN pa je z rezultatom 4,11% zabeležila svoj največji uspeh, a to ni bilo dovolj za izvolitev Alje Brglez za poslanko Evropskega parlamenta iz Slovenije. Po tem na volitvah ni več nastopila.
V letih 1993 in 1994 je bila direktorica Institutum studiorum humanitatis - Fakultete za podiplomski humanistični študij, ki je bila prva zasebna fakulteta v Sloveniji in ena prvih ‘za železno zaveso’ - nastala je v letu 1992, za CEU-Central European University, ki jo je George Soros v Budimpešti ustanovil leta 1991.
V letih 1995-1999, v času vojn v nekdanji Jugoslaviji in eksodusa pregnancev, je bila direktorica fundacije Georga Sorosa, ki se je Sloveniji imenovala OSI Open Society Institute - Zavod za odprto družbo Slovenija.
Ves čas je dejavna pri delu nevladnih organizacij, sodelovala je pri ustanovitvi in prvih korakih številnih nevladnih ustanov, zlasti s področij varovanja človekovih pravic in razvijanja demokracije, pa tudi drugih - bila je članica Sveta za slovenščino pri MOL, predsednica nadzornega odbora alumnov poslovne šole Bled, ustanovna članica YES (Young Executives Society), članica upravnega odbora Združenja Mladi Manager, članica upravnega odbora Lisbon Council, članica Friends for Europe.

## Študij in raziskovalno delo
Leta 1990 je diplomirala iz zgodovine na Filozofski fakulteti v Ljubljani, leta 1994 je zgodovine pridobila magisterij, leta 2001 pa še doktorat (Alma Mater Europaea). Leta 1992 je končala podiplomski študij menedžmenta (MBA).
Po študiju (1991) se je zaposlila kot mlada raziskovalka na Filozofski fakulteti v Ljubljani. Študirala in raziskovala je v Ljubljani, na Dunaju, v Benetkah in v Münstru.

## Politika
Vodila je informacijsko in komunikacijsko pripravo in izvedbo obiska ameriškega predsednika Billa Clintona junija 1999, obiska papeža Janeza Pavla II. septembra 1999, prvega srečanja ruskega in ameriškega predsednika, Vladimirja Putina in Georgea Busha, ki je bilo junija 2002 v Sloveniji in drugih najpomembnih državnih in državniških dogodkov v tistem času.

### Funkcije
- 12. marec 1999 – oktober 1999: direktorica Urada Vlade RS za informiranje[2][7]
- 25. januar 2001 – 27. december 2002: direktorica Urada Vlade RS za informiranje[7][8]
- 1999–2002: vodja Kabineta predsednika vlade Janeza Drnovška[9][10]
- 2002: predsednica Sveta za promocijo RS (medresorska delovna skupina Vlade RS)[11]
- 1999–2003 predsednica Nacionalnega sveta za EXPO[navedi vir]
- organizacijska direktorica Inštituta za humanistične študije v Ljubljani[2]
- izvršna direktorica  Zavoda za odprto družbo Slovenija (Open Society Institute Slovenija)[2]
- direktorica Inštituta za civilizacijo in kulturo[2]

## Kritike
Kot direktorica vladnega urada za informiranje je v telefonskem pogovoru Lousewies van der Laan (podpredsednici odbora evropskega parlamenta za javne svoboščine in državljanske pravice) povedala, da na Slovenskem ni diskriminacije na podlagi spolne opredelitve. Proti temu je z javnim pismom protestiral pesnik Brane Mozetič.
Ko je Borut Pahor sprejel svojce bazoviških žrtev, ki so mu predstavili zahtevo za rehabilitacijo, je Brglezova v izjavi za javnost zapisala, da je takšen postopek treba voditi pri ustreznih organih države Italije. To se je Gregi Repovžu z revije Mladina zdelo neprimerno.

## Zasebno
Bila je poročena z Romanom Uranjekom. Z nekdanjim partnerjem Jurijem Schollmayerjem ima sina.
Njen oče Pavel Brglez je bil generalni sekretar stranke DeSUS, sekretar Slovenske filantropije predsednik nadzornega sveta družbe Slovenski državni gozdovi in član strokovnega sveta za zavarovalniški nadzor. Njena mati je bila Neda Pagon, ena najbolj prodornih in uglednih družboslovk v Sloveniji.

## Nagrade in priznanja
- »100 Global Leader for Tomorrow 2003«, Svetovni gospodarski forum (WEF)[18]
- »Young Global Leaders 2005« (WEF)[navedi vir]